# تدريب الذاكرة العاملة
يهدف تدريب الذاكرة العاملة (بالإنجليزية: Working memory training)‏ إلى تحسين الذاكرة العاملة لدى الشخص. الذاكرة العاملة هي إمكانية فكرية مركزية مرتبطة بمعدل الذكاء والشيخوخة والصحة العقلية. لقد زُعم أن برامج تدريب الذاكرة العاملة هي وسيلة فعالة، ليس فقط لعلاج اضطراب نقص الانتباه/فرط النشاط (ADHD) والاضطرابات المعرفية الأخرى، بل أيضًا من أجل تحسين الذكاء وتعزيز الأداء المعرفي لدى الأطفال الذين ينمون عادة والبالغين الأصحاء. أظهرت 23 دراسة مع 30 مقارنة جماعية أن برامج تدريب الذاكرة السريرية تنتج تحسينات موثوقة قصيرة المدى في مهارات الذاكرة العاملة لدى الأطفال والبالغين المصابين باضطراب فرط الحركة ونقص الانتباه. ومع ذلك، تختلف نتائج الدراسة فيما يتعلق بالدليل القاطع على أنه يمكن الحفاظ على هذه التأثيرات على المدى الطويل دون تدريب متابعة إضافي. لا يوجد أيضًا دليل مقنع على تأثير تدريب الذاكرة العاملة على مهارات أخرى مثل القدرة غير اللفظية واللفظية، والعمليات المثبطة في الانتباه، وفك تشفير الكلمات، والحساب. بينما تُظهر معظم الدراسات أهمية إكلينيكية لبرامج تدريب الذاكرة العاملة لمرضى اضطراب فرط الحركة ونقص الانتباه، إلا أنهم شككوا في أن هذه البرامج يجب اعتبارها طرقًا لتحسين الأداء المعرفي لدى الأطفال والبالغين الذين لا يعانون من قصور في الذاكرة العاملة.

## الذاكرة العاملة
الذاكرة العاملة (WM) هي النظام الذي يحتفظ بقطع متعددة من المعلومات المؤقتة في العقل - المعلومات المطلوبة لمهام مختلفة في الوقت الحالي. تختلف الذاكرة العاملة عن الذاكرة قصيرة المدى من حيث تخزينها للمعلومات ومعالجتها، في حين أن المدى القصير هو فقط تخزين المعلومات في حالة متاحة بسهولة. لذلك فإن الذاكرة قصيرة المدى هي أحد مكونات الذاكرة العاملة. عادة ما تقيم الذاكرة العاملة من خلال تحديد عدد أجزاء المعلومات التي يمكن لأي شخص وضعها في الاعتبار. على سبيل المثال، قد يُطلب من شخص ما الاستماع إلى سلسلة من الأرقام والحروف، وفرزها بالترتيب في الاعتبار، ثم استدعاء القائمة المصنفة بصوت عالٍ. أطول مجموعة من الأحرف يمكن التلاعب بها واسترجاعها بشكل موثوق هي سعة الذاكرة العاملة.
تختلف سعة الذاكرة العاملة بين الأشخاص: فالشخص القادر على تذكر 8 تعليمات لديه سعة ذاكرة عاملة أكبر من أي شخص يمكنه تذكر سلسلة من خمسة فقط. ربطت العديد من الدراسات العلمية بين سعة الذاكرة العاملة والقوة في القدرات المعرفية الأساسية الأخرى، بما في ذلك الانتباه والذكاء. على العكس من ذلك، يُفترض أن ضعف الذاكرة العاملة هو أحد أوجه القصور الأساسية في اضطراب فرط الحركة ونقص الانتباه بالإضافة إلى عدد من صعوبات التعلم.

## المهام
تجرى مهام تدريب الذاكرة العاملة على أجهزة الكمبيوتر وغالبًا ما تقترن بالتعزيز الإيجابي وردود الفعل على أداء الفرد وميزات تحفيزية أخرى مثل عرض النتيجة الحالية للفرد بجانب أفضل درجاته الشخصية. تتطلب ممارسة هذه المهام العديد من العمليات مثل التشفير والتثبيط والصيانة والتلاعب وتحويل الانتباه والتحكم فيه والقدرة على إدارة مهمتين في وقت واحد أو تقسيم الانتباه. تتضمن الأشكال المحتملة للمهام استدعاء سلسلة من مواقع العناصر على الشاشة، أو استدعاء الأرقام، أو الأحرف بالترتيب المقدم أو بالترتيب العكسي، أو التذكير تحديدًا بمكان وجود رقم معين ضمن تسلسل. بالإضافة إلى ذلك، برمجت أجهزة الكمبيوتر لضبط صعوبة المهمة وفقًا لأداء الفرد مع كل تجربة من أجل زيادة التعلم والتحسين الشامل. إذا كان أداء الفرد أقل براعة في تجربة واحدة، فستقل الصعوبة. وبالمثل، إذا برع الفرد في التجارب القليلة التالية، فستزداد الصعوبة. طريقتان لتغيير الصعوبة هما تعديل عدد المحفزات التي يجب تذكرها وإضافة عوامل تشتيت الانتباه البصري.

## الاستراتيجيات
تشمل الاستراتيجيات الشائعة المستخدمة في تدريب الذاكرة العاملة تكرار المهام، وإعطاء الملاحظات مثل النصائح لتحسين أداء الفرد لكل من الوالدين والفرد، والتعزيز الإيجابي من أولئك الذين يجرون الدراسة وكذلك الآباء من خلال الثناء والمكافأة، والتعديل التدريجي لصعوبة المهمة من تجربة إلى أخرى. تتضمن الاستراتيجيات المستخدمة بشكل أكثر وضوحًا من قبل الفرد بروفة المواد، والتقطيع، وإقران الصور الذهنية مع المادة، وفن الاستذكار، وغيرها من الاستراتيجيات ما وراء المعرفية. تعلمت الاستراتيجيات الأخيرة وهناك وعيٌ واعٍ لاستخدامها.

## إعداد التدريب وتقييمه
قبل بدء التدريب، يكمل المشاركون المهام اللفظية والمكانية البصرية قبل التدريب، والتي تكمل بشكل إضافي في متابعة الدراسة كمهام ما بعد التدريب. تختلف مهام ما قبل التدريب وما بعده، حيث تستخدم بعض الدراسات المهام اللفظية والمكانية المرئية جنبًا إلى جنب مع مهام مختلفة قليلًا؛ يشار إليها باسم المهام غير المقيدة، كلينغبيرغ وآخرون. استخدم المهام المرئية المكانية، ولوحة سبان، وتأثير ستروب، ومصفوفات رافن التدريجية الملونة، ومهمة اختيار وقت رد الفعل، أثناء التدريب السابق وبعد التدريب. هولمز وآخرون استخدم مهمة استدعاء nonword (لا كلمة)، ومهمة ذاكرة متاهة، واستخدام الاستماع، ومهمات فردية فردية. باستخدام المهام التي تختلف عن تلك الموجودة في الدراسة، يمكن أن تظهر النتائج المعملية آثار التحويل إذا حققت درجات عالية، حيث لم تعلم أثناء التدريب.
يعد التدريب نفسه في الدراسات بحيث يحضر المشاركون عددًا محددًا من الجلسات خلال فترة زمنية معينة والتي تختلف بشكل كبير بين الدراسات. يمكن أن يختلف هذا في أي مكان من أسبوعين إلى ثمانية أسابيع. يتراوح الوقت الذي يقضيه في الجلسات أيضًا، حيث تكون بعض الدراسات قصيرة مثل خمس عشرة دقيقة لدراسات أخرى تستغرق أربعين دقيقة. يمكن إجراء الدراسات في المختبر، أو حتى في المنزل مع بقاء الباحثين على اتصال من خلال المكالمات الهاتفية الأسبوعية. لا توجد طريقة عالمية لإعداد جدول التدريب، حيث إن جميع الجداول تميل إلى الاختلاف على الأقل إلى حد ما. تختبر التأثيرات فور الانتهاء من التدريب ومرة أخرى بعد بضعة أشهر، أو حتى بعد عام، لمعرفة ما إذا كانت نتائج التدريب ما تزال في مكانها. يمكن أن يعتمد الاختبار والتقييم على مقاييس الكفاءة الأكاديمية، وتقييمات الأعراض الفردية من المعلمين وأولياء الأمور، ومقارنة المجموعة التجريبية بمجموعات التحكم في الدراسة، ومقاييس التقرير الذاتي.

## تأثيرات النقل
هناك العديد من تأثيرات النقل المحتملة من تدريب الذاكرة العاملة. يمكن أن تؤدي زيادة سعة الذاكرة العاملة إلى زيادة احتمالية تولي الأفراد مهام ذات حمل ذاكرة عاملة أعلى، مثل الرياضيات والأكاديميات الأخرى المليئة بالتحديات. هولمز وآخرون أبلغوا عن تحسن في التفكير الرياضي، حتى بعد ستة أشهر من إكمال التدريب. علاوة على ذلك، أبلغ عن انخفاض في سلوكيات عدم الانتباه وفرط النشاط والاندفاع لدى الأطفال المصابين باضطراب فرط الحركة ونقص الانتباه، بالإضافة إلى انخفاض في النشاط الحركي. ومع ذلك، تُرى غالبية تأثيرات النقل في المهام غير المقيدة في المختبر والتي اكتملت أثناء المتابعة وبعد انتهاء التدريب مباشرة. وجد تحليل تلوي في 30 دراسة تقيم تأثيرات مختلف تدريب الذاكرة العاملة أن تدريب الذاكرة العاملة له تأثيرات موثوقة على المدى القصير ولكن الفعالية على المدى الطويل محدودة. وجدت دراسة أخرى أن استخدام لعبة فيديو حركية يمكن أن يكون مفيدًا للعمليات الأساسية مثل الإدراك المكاني والإدراك السريع، لكن استخدام لعبة ألغاز ثلاثية الأبعاد غير حركة أظهر تحسينات لم تكن قابلة للتحويل من اللعبة نفسها. تختلف النتائج من هذه النتائج وفقًا للمهام غير المقيدة التي يختار الباحث استخدامها. تؤكد النتيجة العامة الرئيسية في هذه الدراسات أن المجموعات التجريبية تتحسن في المهام المدربة مقارنةً بالمجموعات الضابطة، وأن التأثيرات ستحتاج إلى إعادة التدريب للمحافظة عليها.